# Mogiljov
Mogiljov, tudi Mogilev, (beloruščina: Магілёў, ruščina: Могилёв) je mesto v vzhodni Belorusiji blizu meje z Rusijo. Je upravno središče Mogiljovske oblasti. Leta 2019 je mesto imelo 356.821 prebivalcev in je tretje največje mesto v Belorusiji.

## Zgodovina
Mesto je bilo ustanovljeno leta 1267 kot utrdba, od 14. stoletja pa je bilo del Velike litovske kneževine, kasneje je postalo del Poljsko-litovske unije. Po razdelitvi Poljske leta 1772 je mesto od Švedske v upravljanje dobila Carska Rusija in postalo je središče Mogiljovske gubernije. Leta 1918 ga je okupirala Nemčija in postalo je del kratkožive Beloruske narodne republike. Leta 1919 je bilo vključeno v Belorusko SSR, med 1941 in 1944 pa je bilo pod nemško okupacijo. Po osamosvojitvi Belorusije leta 1991 je postalo eno od osrednjih mest.

## Mesta prijatelji
- Kragujevac, Srbija
- Gabrovo, Bolgarija
- Villeurbanne, Francija
- Bardejov, Slovaška
- Eisenach, Nemčija
- Kerč, Ukrajina
- Tula, Rusija
- Klajpeda, Litva
- Włocławek, Poljska